# سولومون دواه
سولومون دواه (بالفنلندية: Solomon Duah)‏ هو لاعب كرة قدم فنلندي في مركز الوسط، ولد في 7 يناير 1993 في يوينسو في فنلندا. شارك مع منتخب فنلندا تحت 19 سنة لكرة القدم ومنتخب فنلندا تحت 20 سنة لكرة القدم ومنتخب فنلندا تحت 21 سنة لكرة القدم. أما مع النوادي، فقد لعب مع إنتر توركو.

## وصلات خارجية
- سولومون دواه على موقع الاتحاد الأوربي (الإنجليزية)
- سولومون دواه على موقع قاعدة بيانات كرة القدم.إي يو (الإنجليزية)
- سولومون دواه على موقع Soccerway.com (الإنجليزية)